# Tenepidosis simplificata
Tenepidosis simplificata är en tvåvingeart som beskrevs av Fedotova och Vasily S. Sidorenko 2005. Tenepidosis simplificata ingår i släktet Tenepidosis och familjen gallmyggor. Inga underarter finns listade i Catalogue of Life.